# Ulrico di Württemberg-Neuenburg
Ulrico del Württemberg (Stoccarda, 15 maggio 1617 – Stoccarda, 5 dicembre 1671) fu un duca del Württemberg.

## Biografia
Era il quarto figlio maschio di Giovanni Federico, duca del Württemberg dal 1608 al 1628, e di Barbara Sofia di Brandenburgo.
Alla morte del padre, avvenuta il 18 luglio 1628 a Stoccarda, divenne duca di Württemberg-Neuenburg, essendosi diviso con i fratelli maschi i domini paterni.
Sposò il 10 ottobre 1647 a Stoccarda la venticinquenne contessa Sofia Dorotea di Solms-Sonnenwalde la quale però morì di parto meno di un anno dopo il 12 settembre 1648 a Vilsbiburg. Nacque una bambina che visse solo tre giorni:
- Maria Caterina Carlotta (Vilsbiburg, 12 settembre 1648-Vilsbiburg, 15 settembre 1648).

Per assicurarsi una discendenza Ulrico contrasse qualche anno dopo un secondo matrimonio prendendo per moglie una principessa francese: la ventottenne Isabella Maddalena d'Arenberg, vedova nel 1643 di Alberto Francesco di Lalaing, conte di Hoogstraeten. Il matrimonio venne celebrato il 15 maggio 1651 a Bruxelles. Isabella diede al marito un'altra figlia destinata a sopravvivere ai genitori:
- Maria Anna Ignazia (1652-Lione, 20 dicembre 1693), gemella di una bambina morta subito dopo la nascita e rimasta senza nome[2].

## Ascendenza
|                                        |                                 |                                 | Genitori                       |  |  | Nonni |  |  | Bisnonni                            |  |  | Trisnonni             |  |
|                                        |                                 |                                 |                                |  |  |       |  |  | Giorgio I di Württemberg-Mömpelgard |  |  | Enrico di Württemberg |  |
|                                        |                                 |                                 |                                |  |  |       |  |  | Giorgio I di Württemberg-Mömpelgard |  |  | Enrico di Württemberg |  |
|                                        |                                 | Eva di Salm                     |                                |  |  |       |  |  | Giorgio I di Württemberg-Mömpelgard |  |  |                       |  |
| Federico I di Württemberg              |                                 |                                 |                                |  |  |       |  |  | Giorgio I di Württemberg-Mömpelgard |  |  |                       |  |
|                                        |                                 | Barbara d'Assia                 | Filippo I d'Assia              |  |  |       |  |  |                                     |  |  |                       |  |
|                                        |                                 | Barbara d'Assia                 | Filippo I d'Assia              |  |  |       |  |  |                                     |  |  |                       |  |
|                                        |                                 | Barbara d'Assia                 | Cristina di Sassonia           |  |  |       |  |  |                                     |  |  |                       |  |
| Giovanni Federico di Württemberg       |                                 | Barbara d'Assia                 |                                |  |  |       |  |  |                                     |  |  |                       |  |
|                                        |                                 | Gioacchino Ernesto di Anhalt    | Giovanni II di Anhalt-Dessau   |  |  |       |  |  |                                     |  |  |                       |  |
|                                        |                                 | Gioacchino Ernesto di Anhalt    | Giovanni II di Anhalt-Dessau   |  |  |       |  |  |                                     |  |  |                       |  |
|                                        |                                 | Gioacchino Ernesto di Anhalt    | Margherita di Brandeburgo      |  |  |       |  |  |                                     |  |  |                       |  |
| Sibilla di Anhalt                      |                                 | Gioacchino Ernesto di Anhalt    |                                |  |  |       |  |  |                                     |  |  |                       |  |
|                                        |                                 | Agnese di Barby-Mühlingen       | Wolfgang von Barby             |  |  |       |  |  |                                     |  |  |                       |  |
|                                        |                                 | Agnese di Barby-Mühlingen       | Wolfgang von Barby             |  |  |       |  |  |                                     |  |  |                       |  |
|                                        |                                 | Agnese di Barby-Mühlingen       | …                              |  |  |       |  |  |                                     |  |  |                       |  |
| Ulrico di Württemberg-Neuenburg        |                                 | Agnese di Barby-Mühlingen       |                                |  |  |       |  |  |                                     |  |  |                       |  |
|                                        | Giovanni Giorgio di Brandeburgo | Gioacchino II di Brandeburgo    |                                |  |  |       |  |  |                                     |  |  |                       |  |
|                                        | Giovanni Giorgio di Brandeburgo | Gioacchino II di Brandeburgo    |                                |  |  |       |  |  |                                     |  |  |                       |  |
|                                        | Giovanni Giorgio di Brandeburgo | Maddalena di Sassonia           |                                |  |  |       |  |  |                                     |  |  |                       |  |
| Gioacchino III Federico di Brandeburgo | Giovanni Giorgio di Brandeburgo |                                 |                                |  |  |       |  |  |                                     |  |  |                       |  |
|                                        |                                 | Sofia di Legnica                | Federico II di Legnica         |  |  |       |  |  |                                     |  |  |                       |  |
|                                        |                                 | Sofia di Legnica                | Federico II di Legnica         |  |  |       |  |  |                                     |  |  |                       |  |
|                                        |                                 | Sofia di Legnica                | Sofia di Brandeburgo-Ansbach   |  |  |       |  |  |                                     |  |  |                       |  |
| Barbara Sofia di Brandeburgo           |                                 | Sofia di Legnica                |                                |  |  |       |  |  |                                     |  |  |                       |  |
|                                        |                                 | Giovanni di Brandeburgo-Küstrin | Gioacchino I di Brandeburgo    |  |  |       |  |  |                                     |  |  |                       |  |
|                                        |                                 | Giovanni di Brandeburgo-Küstrin | Gioacchino I di Brandeburgo    |  |  |       |  |  |                                     |  |  |                       |  |
|                                        |                                 | Giovanni di Brandeburgo-Küstrin | Elisabetta di Danimarca        |  |  |       |  |  |                                     |  |  |                       |  |
| Caterina di Brandeburgo-Küstrin        |                                 | Giovanni di Brandeburgo-Küstrin |                                |  |  |       |  |  |                                     |  |  |                       |  |
|                                        |                                 | Caterina di Brunswick-Lüneburg  | Enrico V di Brunswick-Lüneburg |  |  |       |  |  |                                     |  |  |                       |  |
|                                        |                                 | Caterina di Brunswick-Lüneburg  | Enrico V di Brunswick-Lüneburg |  |  |       |  |  |                                     |  |  |                       |  |
|                                        |                                 | Caterina di Brunswick-Lüneburg  | Caterina di Pomerania-Wolgast  |  |  |       |  |  |                                     |  |  |                       |  |
|                                        |                                 | Caterina di Brunswick-Lüneburg  |                                |  |  |       |  |  |                                     |  |  |                       |  |